# Méta-autunite
La méta-autunite est un minéral de la classe des phosphates. Paul Gaubert l'a nommé en 1904 par rapport à sa formule chimique ressemblant à celle de l'autunite, mais avec une teneur en eau plus faible. C'est un minéral radioactif. L'échantillon type de cette espèce provient de la mine Daybreak, dans l'État de Washington (États-Unis). Elle donne également son nom au groupe de la méta-autunite.

## Classification
Selon la classification de Nickel-Strunz, la méta-autunite appartient à "08.EB: Phosphates et arséniates d'uranyle, avec un rapport UO2:RO4 = 1:1", avec les minéraux suivants : autunite, heinrichite, kahlerite, nováčekite-I, saléeite, torbernite, uranocircite, uranospinite, xiangjiangite, zeunérite, métarauchite, rauchite, bassetite, lehnerite, métasaléeite, métauranocircite, métauranospinite, métaheinrichite, métakahlerite, métakirchheimerite, métanováčekite, métatorbernite, métazeunérite, przhevalskite, méta-lodevite, abernathyite, chernikovite, méta-ankoléite, natrouranospinite, trögerite, uramphite, uramarsite, threadgoldite, chistyakovaïte, arsénuranospathite, uranospathite, vochtenite, coconinoïte, ranunculite, triangulite, furongite et sabugalite.

## Formation
On la trouve dans des pegmatites granitiques, ainsi que dans des lits sédimentaires contenant des dépôts d'uranium-vanadium. On la trouve habituellement avec le zircon, l'uranophane, l'uraninite, la phosphuranilite, la métatyuyamunite, la métatorbernite, la coffinite, la carnotite et d'autres espèces des groupes de la columbite et de la schoepite.

## Groupe de la méta-autunite
Le groupe de la méta-autunite, ou groupe de la métatorbernite, est un groupe de phosphates et d'arséniates d'uranyle dont la structure est en forme de feuillets, de formule A(UO2)2(XO4)2·nH2O, où A peut être Cu, Ca, Ba, ou Mg, X est P ou As, et n peut prendre les valeurs 6, 7 ou 8. Ce groupe est composé des minéraux suivants : abernathyite, bassetite, chernikovite, lehnerite, méta-ankoléite, méta-autunite, métaheinrichite, métakahlerite, métakirchheimerite, méta-lodevite, métanovačekite, métatorbernite, métauranocircite, métauranospinite, métazeunérite, natrouranospinite, uramarsite et uramphite.

## Radioactivité
La méta-autunite est très radioactive car elle contient environ 64 % de dioxyde d'uranium. L'activité de ce minéral est d'environ 101,2 kBq/g.